# Деплешен, Арно
Арно Деплешен (фр. Arnaud Desplechin;
род. 31 октября 1960, Рубе) — французский кинорежиссёр.

## Биография
Учился киноискусству в Университете Париж III, а затем, с 1981 года — в Институте высших кинематографических исследований (IDHEC), где защитил диплом в 1984 году. Снял две короткометражки по прозе Жана Рея. Работал как кинооператор. Первый полнометражный фильм поставил как режиссёр в 1991 году. Считает своим учителем Алена Рене.
Сестра — писательница Мари Деплешен, один из братьев — дипломат и актёр Фабрис Деплешен.

## Фильмография

### Короткометражные фильмы
- 1983 : Le Polichinelle et la Machine à coder
- 1984 : Le Couronnement du monde
- 2011 : Soixante minutes de paroles pour le Japon

### Полнометражные фильмы
- 1991 : Жизнь мертвецов / La Vie des morts (премия фестиваля в Анже, Премия Жана Виго)
- 1992 : Часовой / La Sentinelle (специальная премия жюри на Фестивале французского кино во Флоренции, премия Жоржа Садуля)
- 1996 : Как я обсуждал... (мою сексуальную жизнь) / Comment je me suis disputé… (ma vie sexuelle)
- 2000 : Эстер Кан / Esther Kahn (по новелле Артура Саймонса)
- 2003 : Лео играет: В компании мужчин / Léo, en jouant " Dans la compagnie des hommes " (по пьесе Эдварда Бонда)
- 2004 : Короли и королева / Rois et Reine (приз Луи Деллюка)
- 2007 : Любимая / L’Aimée (документальный)
- 2008 : Рождественская сказка / Un conte de Noël (номинация на премию Сезар)
- 2013 : Джимми Пикар / Jimmy P. (Psychothérapie d’un Indien des plaines) (по книге франко-американского этнопсихоаналитика Жоржа Деверё)
- 2014 : Лес / La Forêt (телевизионный)
- 2015 : Три воспоминания моей юности / Trois souvenirs de ma jeunesse
- 2017 : Призраки Исмаэля / Les fantômes d’Ismaël
- 2019 : Боже мой! / Roubaix, une lumière
- 2021 : Обман / Tromperie
- 2022 : Брат и сестра / Frère et Sœur
- 2025 : Два фортепиано / Deux pianos